# Oscar 2009
Cea de-a 81-a ediție a Premiilor Academiei Americane de Film a avut loc la 22 februarie 2009 la Kodak Theatre din Hollywood, California. Gazda spectacolului a fost actorul australian Hugh Jackman. Marele câștigător a fost filmul britanic Slumdog Millionaire, câștigător la opt categorii, inclusiv pentru cel mai bun film.

## Nominalizări
Nominalizările au fost anunțate pe 22 ianuarie 2009 de către președintele Academiei, Sid Ganis și de către actorul, membru al Academiei și câștigător al unui Premiu Oscar, Forest Whitaker. Câștigătorii apar cu litere îngroșate.

### Cel mai bun film
- Slumdog Millionaire - Christian Colson
- The Curious Case of Benjamin Button - Kathleen Kennedy, Frank Marshall, Cean Chaffin
- Frost/Nixon - Ron Howard, Brian Grazer, Eric Fellner
- Milk - Dan Jinks și Bruce Cohen
- The Reader - Anthony Minghella, Sydney Pollack, Redmond Morris, Donna Gigliotti

### Cel mai bun regizor
- Danny Boyle – Slumdog Millionaire
- Stephen Daldry – The Reader
- David Fincher – The Curious Case of Benjamin Button
- Ron Howard – Frost/Nixon
- Gus Van Sant – Milk

### Cel mai bun actor
- Sean Penn – Milk
- Richard Jenkins – The Visitor
- Frank Langella – Frost/Nixon
- Brad Pitt – The Curious Case of Benjamin Button
- Mickey Rourke – The Wrestler

### Cea mai bună actriță
- Kate Winslet – The Reader
- Anne Hathaway – Rachel Getting Married
- Angelina Jolie – Changeling
- Melissa Leo – Frozen River
- Meryl Streep – Doubt

### Cel mai bun actor în rol secundar
- Heath Ledger – The Dark Knight
- Josh Brolin – Milk
- Robert Downey, Jr. – Tropic Thunder
- Philip Seymour Hoffman – Doubt
- Michael Shannon – Revolutionary Road

### Cea mai bună actriță în rol secundar
- Penélope Cruz – Vicky Cristina Barcelona
- Amy Adams – Doubt
- Viola Davis – Doubt
- Taraji P. Henson – The Curious Case of Benjamin Button
- Marisa Tomei – The Wrestler

### Cel mai bun film de animație
- WALL-E – Andrew Stanton
- Bolt – Chris Williams și Byron Howard
- Kung Fu Panda – Mark Osborne și John Stevenson

### Cel mai bun film străin
- Departures (Japonia)
- Revanche (Austria) - Götz Spielmann
- The Class (Franța) - Laurent Cantet
- The Baader Meinhof Complex (Germania)
- Waltz with Bashir (Israel) - Ari Folman

### Cel mai bun scenariu original
- Milk - Dustin Lance Black
- WALL-E - Andrew Stanton, Jim Reardon și Pete Docter
- Happy-Go-Lucky - Mike Leigh
- Frozen River - Courtney Hunt
- In Bruges - Martin McDonagh

### Cel mai bun scenariu adaptat
- Slumdog Millionaire - Simon Beaufoy
- The Curious Case of Benjamin Button - Eric Roth și Robin Swicord
- Frost/Nixon - Peter Morgan
- The Reader - David Hare
- Doubt - John Patrick Shanley

### Cel mai bun film documentar
- Man on Wire
- Nerakhoon (The Betrayal)
- Encounters at the End of the World
- The Garden
- Trouble the Water

### Cel mai bun scurt metraj
- Toyland (Spielzeugland)
- On the Line (Auf der Strecke)
- Manon On the Asphalt
- New Boy
- The Pig (Grisen)

### Cel mai bun scurt metraj documentar
- Smile Pinki
- The Conscience of Nhem En – Steven Okazaki
- The Final Inch
- The Witness - From the Balcony of Room 306

### Cel mai bun scurt metraj de animație
- La Maison En Petits Cubes - Kunio Kato
- Lavatory - Lovestory - Konstantin Bronzit
- Oktapodi - Emud Mokhberi și Thierry Marchand
- Presto - Doug Sweetland
- This Way Up - Alan Smith și Adam Foulkes

### Cea mai bună imagine
- Slumdog Millionaire – Anthony Dod Mantle
- The Curious Case of Benjamin Button – Claudio Miranda
- Changeling – Tom Stern
- The Dark Knight  – Wally Pfister
- The Reader  – Chris Menges, Roger Deakins

### Cele mai bune decoruri
- The Curious Case of Benjamin Button – Donald Graham Burt, Victor J. Zolfo
- Changeling – James J. Murakami, Gary Fettis
- The Dark Knight – Nathan Crowley, Peter Lando
- The Duchess – Michael Carlin, Rebecca Alleway
- Revolutionary Road – Kristi Zea, Debra Schutt

### Cel mai bun montaj
- Slumdog Millionaire – Chris Dickens
- The Curious Case of Benjamin Button – Kirk Baxter, Angus Wall
- The Dark Knight – Lee Smith
- Frost/Nixon – Mike Hill, Daniel P. Hanley
- Milk – Elliot Graham

### Cea mai bună coloană sonoră
- Slumdog Millionaire – A.R. Rahman
- The Curious Case of Benjamin Button – Alexandre Desplat
- Defiance – James Newton Howard
- Milk – Danny Elfman
- WALL-E – Thomas Newman

### Cea mai bună melodie originală
- "Jai Ho" din Slumdog Millionaire – A.R. Rahman (muzică), Gulzar (versuri)
- "Down to Earth" din WALL-E – Peter Gabriel și Thomas Newman (muzică), Peter Gabriel (versuri)
- "O Saya" din Slumdog Millionaire – A.R. Rahman și M.I.A.

### Cel mai bun montaj sonor
- The Dark Knight – Richard King
- Iron Man – Frank Eulner și Christopher Boyes
- Slumdog Millionaire – Tom Sayers
- WALL-E – Ben Burtt și Matthew Wood
- Wanted – Wylie Stateman

### Cele mai bune efecte vizuale
- The Curious Case of Benjamin Button – Eric Barba, Steve Preeg, Burt Dalton, Craig Barron
- The Dark Knight – Nick Davis, Chris Corbould, Tim Webber, Paul Franklin
- Iron Man – John Nelson, Ben Snow, Dan Sudick, Shane Mahan

### Cele mai bune costume
- The Duchess – Michael O'Connor
- Australia – Catherine Martin
- The Curious Case of Benjamin Button – Jacqueline West
- Milk – Danny Glicker
- Revolutionary Road – Albert Wolsky

### Cel mai bun machiaj
- The Curious Case of Benjamin Button – Greg Cannom
- The Dark Knight – John Caglione, Jr. și Conor O’Sullivan
- Hellboy II: The Golden Army – Mike Elizalde și Thom Floutz

### Cel mai bun mixaj sonor
- Slumdog Millionaire – Ian Tapp, Richard Pryke, Resul Pookutty
- The Curious Case of Benjamin Button – David Parker, Michael Semanick, Ren Klyce, Mark Weingarten
- The Dark Knight – Lora Hirschberg, Gary Rizzo, Ed Novick
- WALL-E – Tom Myers, Michael Semanick, Ben Burtt
- Wanted – Chris Jenkins, Frank A. Montaño, Petr Forejt

## Filme cu multiple nominalizări
- 13 The Curious Case of Benjamin Button (3 premii câștigate)
- 10 Slumdog Millionaire (8 premii câștigate)
- 8 The Dark Knight (2 premii câștigate), Milk (2 premii câștigate)
- 6 WALL-E (1 premiu câștigat)
- 5 Doubt (nici un premiu câștigat), Frost/Nixon (nici un premiu câștigat), The Reader (1 premiu câștigat)

## Vedeți și
- 2009 în film